# Адрар (вілаєт)
Адрар (араб. ولاية أدرار) — вілаєт на півдні Алжиру. Адміністративний центр — м. Адрар. Площа — 439 700 км². Населення — 402 197 осіб (2008).

## Географічне положення
На півдні вілаєту проходить кордон з Мавританією та Малі. На заході межує з вілаєтами Тіндуф та Бешар, на північному заході — з вілаєтом Ель-Баяд, на північному сході — з вілаєтом Гардая, на сході — з вілаєтом Таманрассет.

## Адміністративний поділ
Поділяється на 11 округів та 28 муніципалітетів.
| Алжир | Це незавершена стаття з географії Алжиру. Ви можете допомогти проєкту, виправивши або дописавши її. |